# Sociologins historia
Sociologi som akademisk disciplin uppstod huvudsakligen ur upplysningstidens tankegångar, som en positivistisk vetenskap om samhället kort efter Franska revolutionen. Dess uppkomst kan härledas till rörelser inom vetenskapsfilosofi och epistemologi, som växte fram som reaktion på frågor som modernitet, kapitalets inflytande över samhället, urbanisering, sekularisering, koloniseringen och imperialismen.
Sociologiska tankegångar har förekommit långt innan ämnet formellt blev en vetenskaplig disciplin. Redan i forntida civilisationer reflekterade filosofer och historiker över frågor om samhällsordning, normer, auktoritet och mänskligt samspel. Både den grekiska och den kinesiska filosofin innehåller idéer som i efterhand kan förstås som proto-sociologiska, där samhällets funktion och individens roll i kollektivet diskuterades med intellektuell skärpa. Även i äldre poetiska och religiösa texter finns exempel på social och politisk kritik som pekar mot en begynnande förståelse av det sociala livets struktur. Under medeltiden utvecklades särskilt i den arabisktalande världen en tradition av historisk och social analys som lade grunden för mer systematiska tolkningar av samhällsförändring, maktförhållanden och kollektiva beteenden. Tänkare som Ibn Miskawaih och Ibn Khaldun sysselsatte sig rent formellt med historisk reflektion, även om vi idag skulle se deras verk som en sorts komparativ sociologi.
Först i modernitetens kölvatten blev sociologin en självständig vetenskaplig disciplin, detta i samband med upplysningstidens filosofi och tillhörande förnuftstro. En sorts samhällsteori som förklarade samhällets uppkomst genom att peka på ett hypotetiskt avtal mellan människor, med utgångspunkten att människan drivs helt av egenintresse uppstod också under den här tiden. Synsättet kallades kontraktualism och var retoriskt kraftfullt, men byggde både på ohållbara hypoteser som dagens kontraktualister förkastat, och vissa antaganden som idag har vederlagts empiriskt. Historiskt har samhällen formats genom komplexa sociala processer, vilket innebär att kontraktualismen främst fungerar som ett normativt ramverk snarare än en direkt beskrivning av samhällelig utveckling. 
I kölvattnet av koloniseringen och triangelhandeln som var centrala för industrialiseringen kom livsvillkoren i Europa snabbt att förändras. Urbaniseringen, den snabbt ökande handeln och vetenskapstörsten skapade nyfikenhet inför de stora samhällsomvandlingarna. Under slutet av 1800-talet, ägnade sig sociologiska studier i bakgrund av detta särskilt åt framväxten av den moderna nationalstaten, inklusive dess beståndsdelar som institutioner, socialiseringsenheter och dess metoder för övervakning. Därför läggs ofta större vikt vid begreppet modernitet snarare än vid upplysningstiden i sociologiska diskussioner.
Olika kvantitativa sociologiska verktyg har idag blivit vanliga redskap för stater, företag och organisationer. Ofta är den här typen av undersökningar mer frikopplade från sociologins teoretiska förklaringsmodeller och inte sällan också snävt avgränsade. Begreppet samhällsvetenskap har också kommit att användas som ett samlingsnamn för olika discipliner som studerar olika aspekter av det samhälleliga livet, ofta med akademiskt inflytande från sociologin.

## Tidig historia

### Begreppet sociologi i sin historiska kontext
Begreppet sociologi och populär term förknippas med Emmanuel Joseph Sieyès som myntat begreppet. Men många tidigare tänkare utvecklade metoder och kritiska perspektiv som i efterhand speglar det vi idag betraktar som sociologiskt tänkande. Detta gör dem betydelsefulla i utvecklingen av den kunskap som så småningom formade sociologin som ett självständigt vetenskapligt fält. Eftersom termen "sociologi" inte existerade under dessa perioder lämpar sig begreppet protosociologi som beskriver att de grundläggande byggstenarna för sociologin var närvarande, men ännu inte formaliserade eller etiketterade som det vi idag känner som sociologi.

### Antikens grekland
Sociologiskt tänkande kan spåras åtminstone tillbaka till det antika Grekland, där sociologiskt färgade resonemang växte fram i samspel med deras specifika samhälleliga och politiska kontext. Till följd av hur sällsynta expansiva centraliserade samhällsapparater var, fanns det en grogrund för det lokalt förankrade och diskussioner kring sociala fenomen florerade relativt fritt i de antika grekernas tankevärldar. Proto-sociologiska observationer finns i grundläggande texter inom västerländsk filosofi, exempelvis hos Herodotos, Thukydides, Platon och Polybios. Ett metodologiskt ursprung kan även spåras tillbaka till den s.k Domedagsboken, vilken beställdes på order av Englands kung Vilhelm Erövraren år 1086.

## Medeltiden

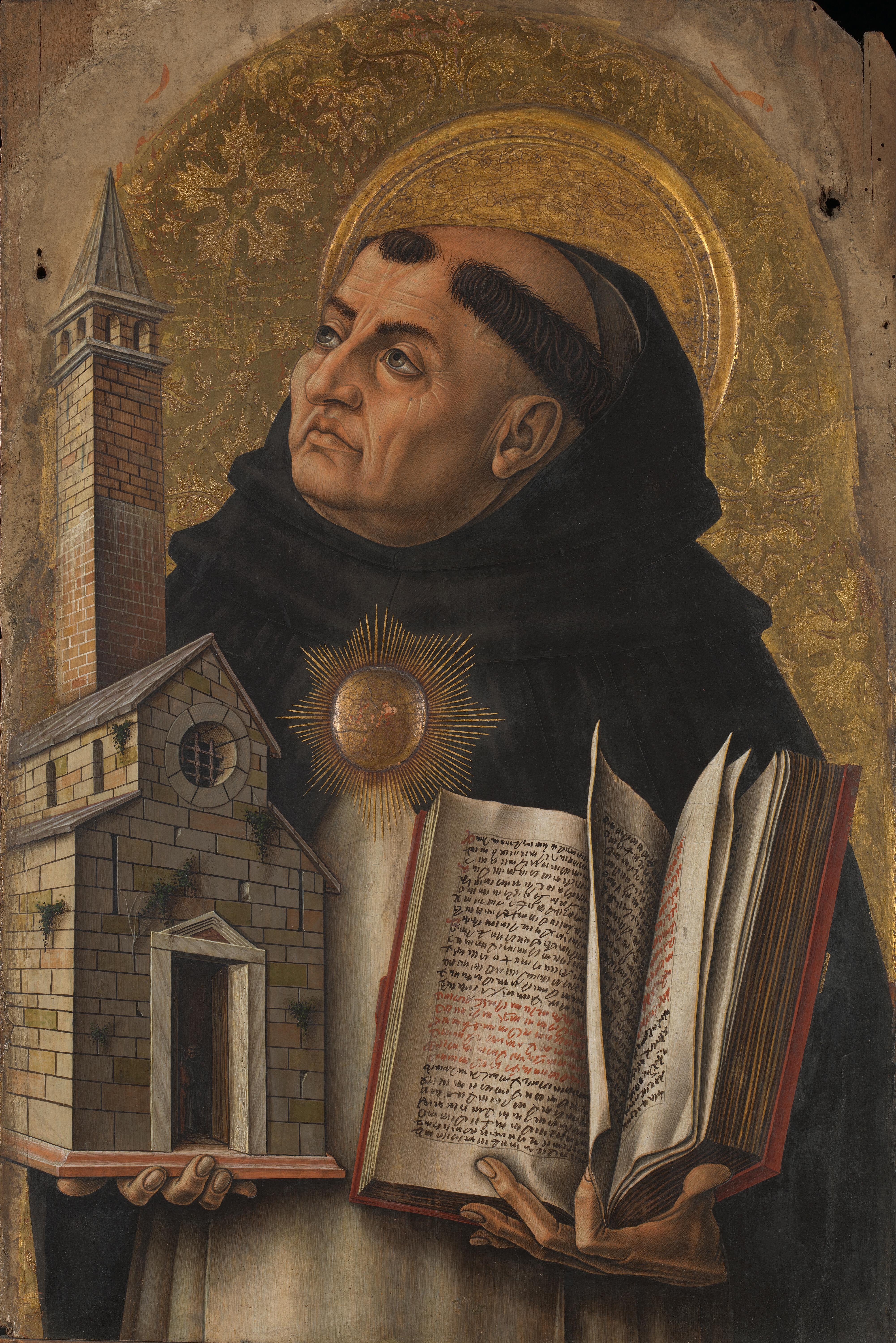
Aquinas ~1225–1274

Till följd av att det medeltida samhället var totalt genomsyrat av religion, påverkades även det samhälleliga tänkandet starkt av strikta teologiska och kyrkliga normer. Den medeltida världssynen kännetecknades således av en stark integration mellan det andliga och det världsliga, där samhällets legitimitet och ordning främst förklarades utifrån religiösa principer och en gudomlig ordning. Bland västerländska tänkare från denna period som berörde samhällsordningen kan Thomas Aquinas nämnas, vars verk präglades av försök att förena kristen teologi med aristotelisk filosofi. Det dominerande bidraget från medeltiden till samhällsvetenskaplig kunskap var dock inte nya idéer i sig, utan snarare institutionaliseringen av universiteten under 1100- och 1200-talet, vilka lade grunden för systematisk utbildning och vetenskapligt tänkande.
Runt 1200- till 1300-talet skedde även en förändring i synen på mänsklig aktivitet och samhällsroller. Intellektuella blev i ökande grad inordnade i lönearbete, vilket innebar en formalisering av deras sociala funktion i samhället. Detta nya sociala påbud axlades av intellektuella genom att de organiserade undervisningen under mer ordnade former och skapade en professionell utbildningsstruktur. De intellektuella inordnades i mer formaliserade sociala arrangemang mer lika dagens förvärvsarbete, något som var ett relativt nytt socialt fenomen under denna tid, ett socialt påbud de intellektuella axlade genom att undervisa elever under mer ordnade former.

## Tidigmodern tid
Under den tidigmoderna tiden, mellan medeltid och modernitet, var hela den samhälleliga ordningen satt i gungning tills dess att den moderna staten alltmer kom att ta över kyrkans dominerande roll över det samhälleliga. I takt med att varuhandeln ökade i snabb och lönearbete allt mer formaliserades fick kapitalet mer inflytande över det sociala livet. Behovet av byråkrater och jurister vana vid rättsskipning enligt rättsdomatisk modell och dubbel bokföring blev också större. Under 1500 och 1600-talet sågs sedan ytterligare en våg av universitetsexpansion, och naturvetenskapen började ta fart.

#### Sent 1600-tal till 1800-tal
I det protestantiska Tyskland önskade sig staten bättre information och teknik för bearbetning av denna information. Då föddes statsvetenskapen, som under den här tiden var synonym med sociologin. Disciplinen växte fram i och med behovet av att kunna förvalta ett mer avancerat samhälle. I denna miljö växte en stor del konfliktteori fram. Senare började en mer långtgående differentiering av samhällsvetenskaperna förekomma, varpå sociologin grundades som en självständig disciplin. Under samma period verkade franska aristokrater, bland annat Montesquieu och Tocqueville, för att producera och systematisera tänkande angående samhället.

#### Comte och positivismens uppkomst

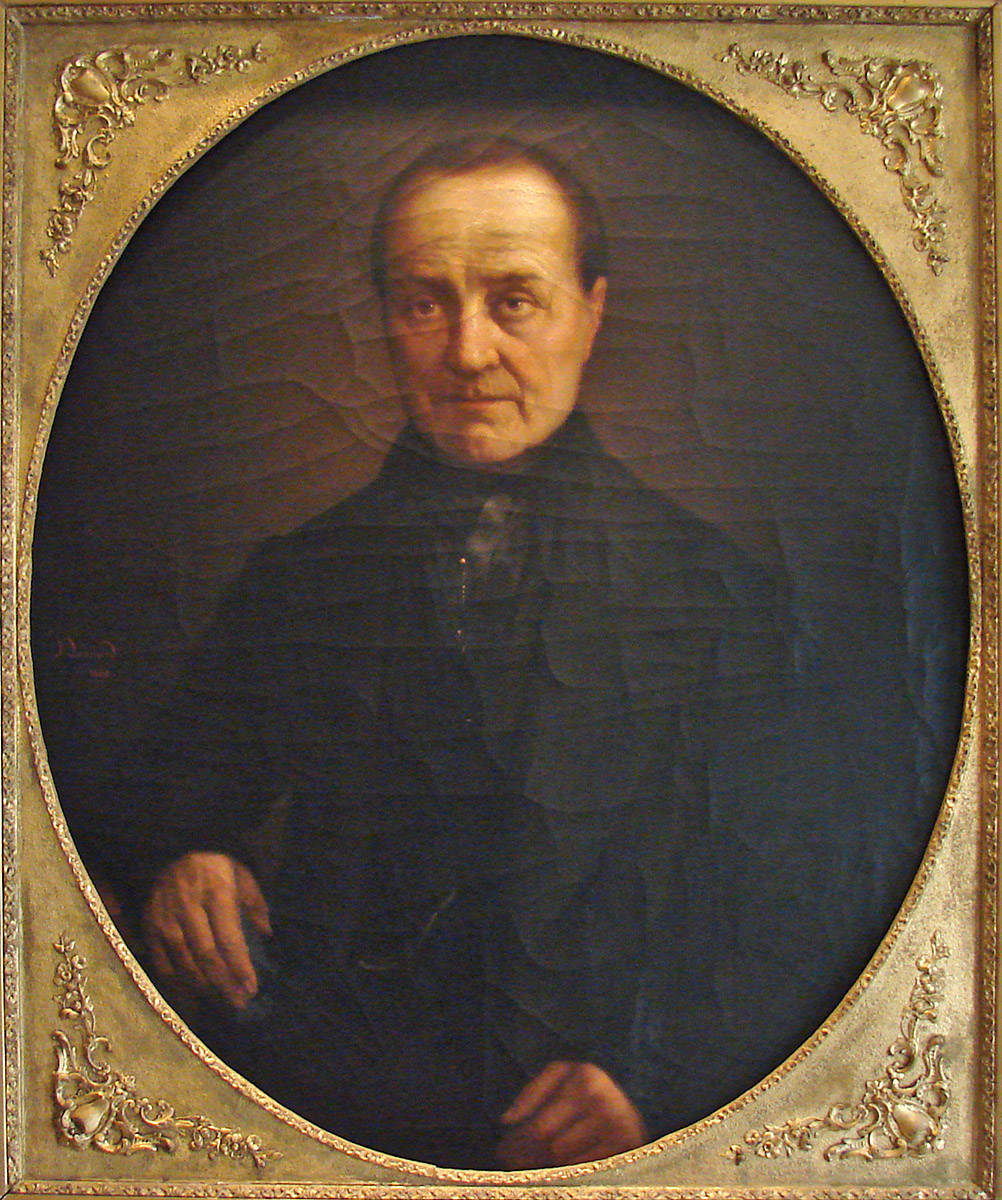
Comte 1798–1857.

En sorts stadielära kulminerade också under den här tiden hos positivismens fader, sociologen Auguste Comte. Hans tidiga verk utövade ett stort inflytande över samhällsvetenskapens utveckling i västvärlden. Comtes tänkande hade sin grund i en djupt konservativ, närmast reaktionär katolicism, som blickade tillbaka mot medeltiden – en period som inte präglades av den individualism, anomi och instabilitet som moderniteten hade fört med sig. Comte uppskattade varken reformationen, franska revolutionen eller revolutionerna 1848.
Comte var en mycket duktig matematiker och polyhistor, således var han bevandrad inom den samtida fysiken, och studerade också biologi och kemi. På ett närmast aristoteliskt vis nyttjade han sin kunskap i de övriga discipliner han behärskade för sitt eget intellektuella projekt, där sociologin för Comte var "kronan på verket" av alla vetenskaper. Comte önskade förkasta alla metafysiska abstraktioner (exempelvis de platoniska formerna, Rousseaus tankar om "rättigheter" och Hobbes Idéer om "naturtillståndet") till förmån för en helt positvistisk vetenskapssyn, utan essentialistiska resonemang.
Under 1800-talets ormulerade Auguste Comte sin positivistiska syn, där sociologin skulle vara en strikt vetenskap byggd på observation, mätbarhet och lagbundenhet, likt naturvetenskapens metoder. Comte såg samhällsutvecklingen som en stadielära, där samhället utvecklas i förutbestämda steg som kunde studeras genom att identifiera regelbundna mönster och orsakssamband. För honom var sociologin "vetenskapernas krona", och han förespråkade att all metafysik och spekulativ filosofi skulle ersättas med en positivistisk vetenskapssyn. Sociologin skulle således kunna förklara samhälleliga fenomen genom empiriska lagar och observationer, vilket innebar en betoning på objektivitet och mätbarhet.

#### Sent 1800-tal vidare institutionalisering och tyskt intresse
Efter Comte kom tyskarna att visa stort intresse för sociologin, där bland andra Ferdinand Tönnies, Max Weber och Georg Simmel kan nämnas. De bidrog till att utveckla sociologin som akademisk disciplin och formulerade centrala begrepp och metoder som fortfarande används. Sociologins formella institutionalisering som akademisk disciplin började dock i Frankrike när Émile Durkheim grundade den första sociologiska institutionen vid Université de Bordeaux 1895. Året efter grundade han också den vetenskapliga tidskriften L'Année Sociologique.

#### Webers antipositivism
Max Weber skulle komma att utmana Comtes positivistiska hållning med sin antipositivistiska metod och aktörssyn. Han menade att samhällsvetenskapen skiljer sig från naturvetenskap genom att det mänskliga handlandet är präglat av subjektivt meningsskapande och motiv, som inte kan förstås enbart genom yttre observation eller regelbundenheter. Istället lanserade Weber en tolkande förståelse av aktörers avsikter. Där Comte sökte lagbundenheter och förklaringar i samhällsprocesserna, betonade Weber vikten av tolkning och förståelse av meningsskapande.  Samtidigt som Weber tillerkände sociala strukturer och normer stor betydelse, lade han stor vikt vid individens handlingsfrihet och meningsskapande. Han ansåg att sociologin skulle studera samspelet mellan aktörer och deras samhällsramar, med målet att generera kunskap som kunde bidra till en djupare förståelse av samhällets utveckling utan att blanda sig i politiken. Där Comte såg samhällsutvecklingen som en positiv och förutsägbar process, var Weber alltså mer ambivalent inför modernitetens  effekter. Han betraktade kapital och byråkrati som "rationellt" framåtskridande processer, men var samtidigt medveten om de begränsningar och risker som en ökande rationalisering av det samhälleliga livet skulle innebära för människan.

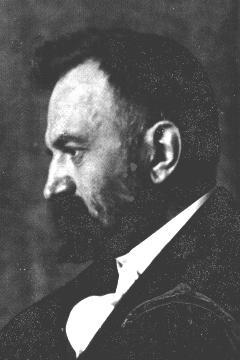
George Herbert Mead 1863 - 1931

#### Sociologin etablerar sig i nordamerika (1875-1900)
I nordamerika gav William Graham Sumner den första kursen i "sociologi" år 1875, med influenser från Comte och Herbert Spencer snarare än Durkheim. År 1892 grundades det första oberoende sociologiinstitutet vid University of Chicago av Albion W. Small, som också startade American Journal of Sociology 1895. Den nordamerikanska sociologin utvecklades någorlunda självständigt från den europeiska sociologin, med inflytelserika tänkare som George Herbert Mead och Charles H. Cooley, som bidrog till den symboliska interaktionismen.

## 1900-tal och 2000-tal

#### Tidigt 1900-tal
Under det tidiga 1900-talet befann sig sociologin i en expansiv men också omvälvande fas. De vetenskapliga landvinningar som gjorts under sekelskiftet fortsatte att utvecklas, särskilt i Europa och Nordamerika. Samtidigt präglades perioden av dramatiska politiska och ideologiska omvälvningar som påverkade sociologins utveckling. I Nazityskland stämplades sociologin som en "judisk vetenskap" tillsammans med relativitetsteorierna och kvantmekaniken och många sociologer tvingades i exil, fängslades eller tystades. Bland dem fanns framstående tänkare som Theodor W. Adorno och Max Horkheimer, som båda tvingades lämna Tyskland och fortsätta sitt arbete i exil, framför allt i USA. Där de fick relativt generös finansiering för sina stundtals mycket svårmodiga analyser. De totalitära regimerna betraktade sociologin med misstro, inte minst på grund av dess kritiska potential och dess betoning på vetenskaplig analys av det samhälleliga livet. Universiteten i Tyskland och Italien rensades på oppositionella röster, och institutioner som tidigare varit centra för sociologisk forskning omformades till ideologiskt lydiga organ. Samtidigt förstärktes statligt stödd propaganda och pseudovetenskaplig rasforskning, vilket ytterligare försvårade seriös forskning. Trots detta fortsatte sociologin att utvecklas, inte minst genom den intellektuella migrationen från Europa till USA. Många av de emigrerade forskarna kom att spela en central roll i att forma amerikansk sociologi under 1930- och 1940-talen, inte minst vid universitet som Columbia och Chicago. 

#### Efterkrigstiden
Efter andra världskriget växte sig två strömningar starka inom sociologin. Dels strukturfunktionalism, grundad i Parsons och Mertons teorier. Strukturfunktionalismen fokuserade primärt på frågan om hur social ordning skapas och upprätthålls, samt vilken funktion olika samhälleliga fenomen har för sådan ordning. Men även sociologin inspirerad av Karl Marx tänkande, med fokus på det kapitalet och produktionssättets samhälleliga konsekvenser, särskilt för folkflertalet. Den första generationens humanekologer som exempelvis E.R Park, var också sociologer verksamma vid University of Chicago i den så kallade Chicagoskolan.
I vissa länder underminerades sociologisk forskning av totalitära stater som ansåg att sociologin var ett politiskt hot. Sociologin i Sovjet fick exempelvis underkasta sig stalinismen, tills dess att den helt utrotades i sovjetunionen. I Kina bannlystes disciplinen tillsammans med semiotiken, komparativ lingvistik och cybernetiken år 1952, men disciplinen återkom 1979. Under samma tidsperiod underminerades sociologisk forskning också av konservativa strömningar på universitet i västvärlden.
I mitten av 1900-talet gav Robert K. Merton ut sin bok Social Theory and Social Structure (1949). Ungefär samtidigt fortsatte C. Wright Mills Webers arbete med att förstå hur moderniteten undergrävde traditionen, med en kritik av den avhumaniserande inverkan detta hade på människor. Han använde också det Weberianska klassbegreppet och fann att USA vid den här tiden styrdes av en maktelit. I sin bok The Sociological Imagination (1959) argumenterade han för att ett stort problem i det amerikanska samhället var att människor inte förmådde att förstå sina liv i en social kontext, utan förstod sina livsvillkor som helt individuella. 1959 publicerade också Erving Goffman sin klassiska bok The Presentation of Self in Everyday Life.

Wright Mills idéer fick stort inflytande på 1960-talets nya vänster, som han också myntade namnet på. I myllan av 60-talets nya motkultur dök en rad nya tänkare upp, särskilt i Frankrike, till exempel Michel Foucault. Makt hade tidigare betraktats antingen som politisk makt, eller kapitalmakt, men Foucault hävdade att ”makt är överallt och dyker upp överallt”, Foucault såg makt som en typ av relation som finns på alla nivåer i samhället och som är en viktig del av den sociala ordningen. Det finns en historisk diskussion gällande om den nya vänsterns centrala akademiska tänkare under den här tiden, vilket inkluderar sociologiskt inflytelserika forskare, i någon grad tjänade det politiska syftet att förhindra att den progressiv politiken gick i en socialistisk riktning.

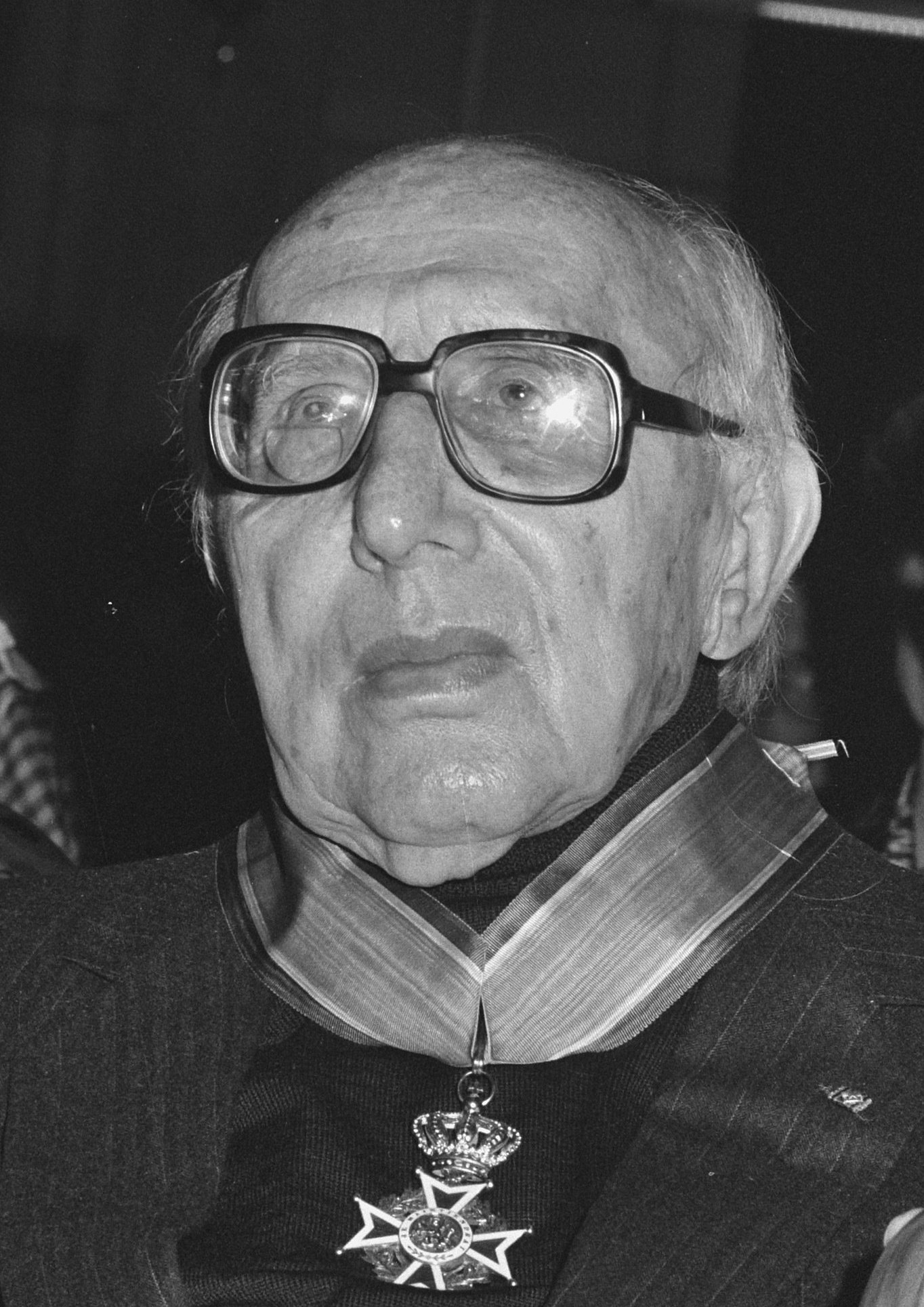
Elias 1897–1990.

Under den här tiden kom också den tysk-brittiske sociologen Norbert Elias historiska analys av det moderna samhället att få inflytande. Redan år 1939 publicerade han sitt magnum opus Über den Prozeß der Zivilisation (på engelska The Civilizing Process) men det var först under 60 och 70-talet som hans verk fick större uppmärksamhet. Elias teori kretsade kring samspelet mellan individ och struktur, där han myntade begreppet figuration för att beskriva hur individer alltid existerar i nätverk av ömsesidigt beroende relationer. I The Civilizing Process analyserade han framväxten av moderna socialpsykologiska mekanismer för självkontroll som skam, anständighet och impulskontroll, vilket han spårade empiriskt i historiska förändringar bland hovet, och genom att analysera seder, bordsskick och kroppslig disciplin från medeltiden till modern tid.

#### Pax Wisconsana
Medan vissa konfliktorienterade synsätt alltmer kom att få popularitet i USA, gick mittfåran av disciplinen mer mot en variant av empiriskt grundade mesoteorier utan antaganden om övergripande samhälleliga ramverk. Detta kom att reflekteras i den sociologiska institutionen vid Wisconsin–Madison-universitet. Akademikerna här verkade genom att ta sig för enskilda projekt utan någon större debatt kring det hela. Merton var en inflytelserik person här. Man menade ofta att mer övergripande teoribildning gällande det samhälleliga var "slöseri med tid" och att "god teori behövde vara lätt att tillämpa konkret och att den annars skulle förpassas till soptunnan.".

#### Strukturalism
Den strukturalistiska rörelsen har sina rötter primärt i Durkheims verk, som tolkat av två europeiska skolbildningar. Giddens och de Saussure, vars strukturalistiska teori implementerar delar av De Saussures lingvistiska teori och Lévi-Strauss teoribildning. I den här kontexten förstås inte struktur som social struktur, utan en semiotisk förståelse av mänsklig kultur som ett teckensystem.
Det fanns också en annan samtida strukturell traditionen från the American School of social network analysis under 1970 och 80-talet, som drevs på av the Harvard Department of Social Relations under ledning av Harrison White och hans studenter. Denna strukturalistiska tradition argumenterar för att strukturalism snarare ska förstås som nätverk av mönstrade sociala relationer, snarare än att förstås semiotiskt. Så till skillnad från Levi-Strauss, anser denna tradition att Radcliffe-Brown snarare hade mer att bidra med. Vissa refererar till detta fält som nätverksstrukturalism, och likställer det med brittisk strukturalism, till skillnad från fransk strukturalism (Strauss). Strukturalistiska perspektiv tenderar att kritiseras för att vara ahistoriska.

#### Samtiden

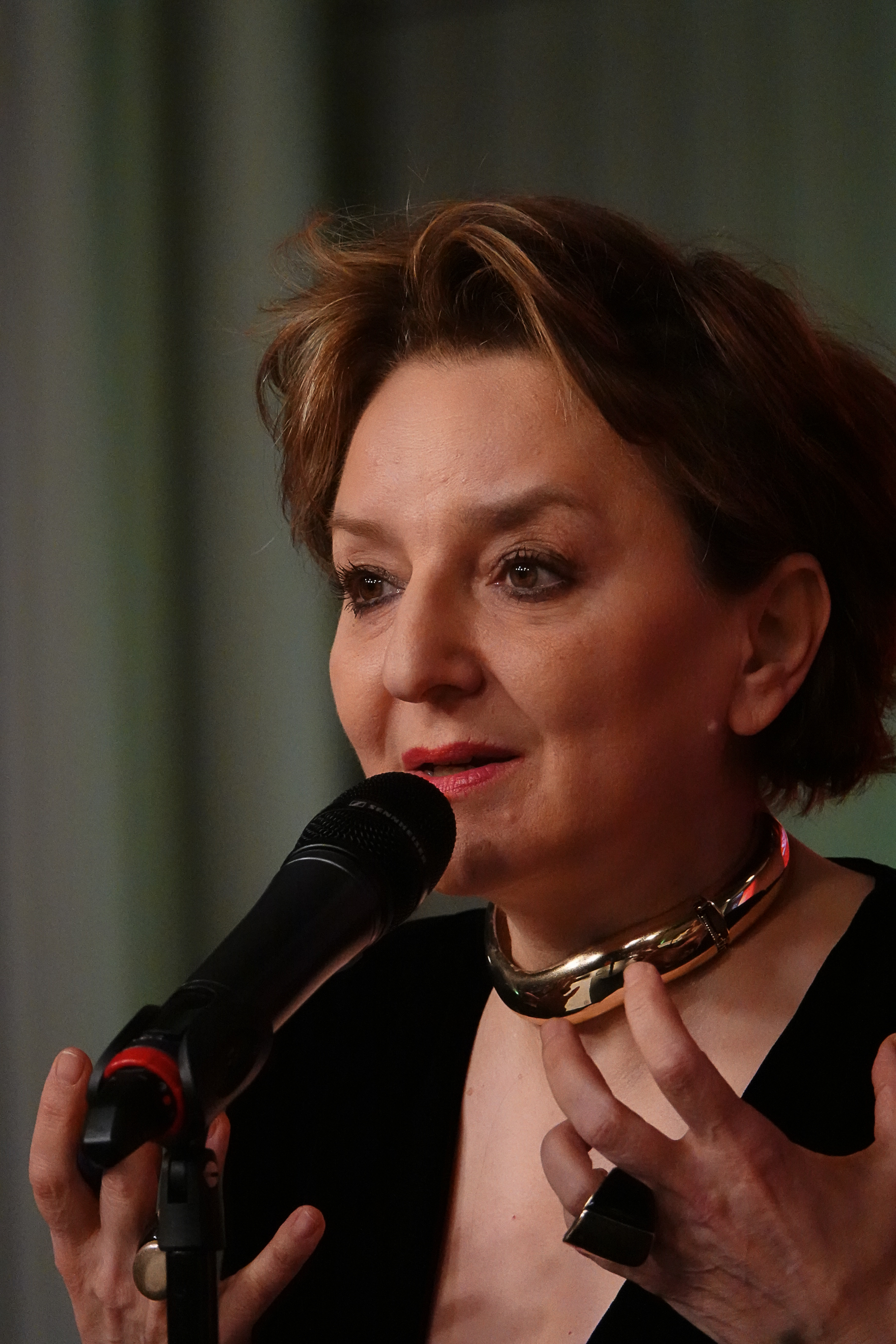
Illouz - 2025

Sedan 1980-talet har sociologin förgrenat sig in i en stor mängd olika teoretiska riktningar och fält, som lett till att vissa sociologer varnat för att ämnets kärna riskerar att gå förlorad. Den teoretiska utvecklingen har påverkats av en parallell teknologisk utveckling, där digitalisering, informations- och kommunikationsteknologi revolutionerat sociologins metodologiska verktyg. 
Denna teknologiska innovation har varit avgörande för att möjliggöra nya sätt att studera komplexa sociala fenomen i realtid. Bland sociologer som varit särskilt inflytelserika under det sena 1900 och tidiga 2000-talen kan ett stort antal namn räknas in, exempelvis Bourdieu, Collins, Chodorow, Giddens, Goffman, Granovetter, Beck, Illouz, Castells, Hochschild, Lamont och Elias.
Eva Illouz är en sociologisk forskare som kan anses representativ för samtidens sociologi. Med rötter i Marocko och en internationell akademisk bana har hon förenat sociologiska analyser av känslor, kärlek, kapital och kultur. Hennes verk undersöker hur samtida känsloupplevelser formas av en konsumtionskultur, kapital och populärkultur, vilket gjort henne till något av en centralgestalt inom det relativt nya fältet emotionssociologi.
Illouz’ forskning visar hur kärleken, självförverkligande och människors privata psykologiska upplevelser har blivit varor. I böcker som Consuming the Romantic Utopia och Därför tar kärleken slut argumenterar hon för att våra intima relationer präglas av ett tänkande där "gräset är grönare på den andra sidan" och en sorts kapitallogik. Hon visar hur kulturella normer om lycka och självhjälp skapar nya ideal, och ständigt nya besvikelser och ojämlikheter.
Under de senaste decennierna har sociologin fortsatt att utvecklas i relation till omvälvande globala samhällsförändringar. Klimatkris, ojämlikhet, debattklimat präglat av demagogi och teknisk utveckling har givit upphov till nya sociologiska forskningsfrågor. Samtidigt har tvärvetenskapliga samarbeten blivit vanligare.